# Dilshod Aripov
Dilshod Xakimjanovich Aripov (ur. 20 maja 1977 w Taszkencie) – uzbecki zapaśnik w stylu klasycznym. Dwukrotny olimpijczyk. Jedenasty w Sydney 2000 i Pekinie 2008 w kategorii do 58–60 kg.
Jedenastokrotny uczestnik mistrzostw świata, złoto w 2001, srebro w 2009. Srebro na igrzyskach azjatyckich w 2002, brąz 2006 i czwarty w 1998. Srebrny medalista igrzysk w Centralnej Azji w 1995. Zdobył sześć medali mistrzostw Azji, złoto w 1997. Trzeci w Pucharze Świata w 1997 roku.